# 阿纳托利·韦杰尔尼科夫
阿纳托利·伊万诺维奇·韦杰尔尼科夫（俄语：Анатолий Иванович Ведерников，1920年5月3日—1993年7月29日），20世纪俄罗斯钢琴家。莫斯科音乐学院教授。

## 生平
1920年生于哈尔滨。6岁时学习钢琴。毕业于哈尔滨高等音乐学校，1930年开始演艺生涯，曾在中国和日本跟随乐团进行巡回演出。1936年就读于莫斯科音乐学院，师从涅高兹。1930年代后期，他的父母成为大清洗的受害者，父亲直接被枪杀，母亲被送入古拉格。他本人在涅高兹老师的帮助下幸免于难。1940年首次举办了个人演奏会。苏德战争期间与哲学家黑克尔的女儿奥尔加结婚。后来与里赫特结为好友，多次合作演出。他是作曲家普羅科菲耶夫第四钢琴协奏曲的第一位俄罗斯演奏者。
1958年，他开始在莫斯科格涅辛音乐学院执教，1963年升任副教授。1980年转入莫斯科音乐学院任教，1985年升任教授。1983年被授予“俄罗斯苏维埃联邦社会主义共和国功勋艺术家”荣誉称号。1993年7月29日在莫斯科州普希金諾科利亚兹马的家中去世。

## 作品節選

### 商業錄音
- 貝多芬最後三首鋼琴奏鳴曲，Denon

## 外部連結
- 阿纳托利·韦杰尔尼科夫的Discogs页面（英文）